# Catedral de Gloucester

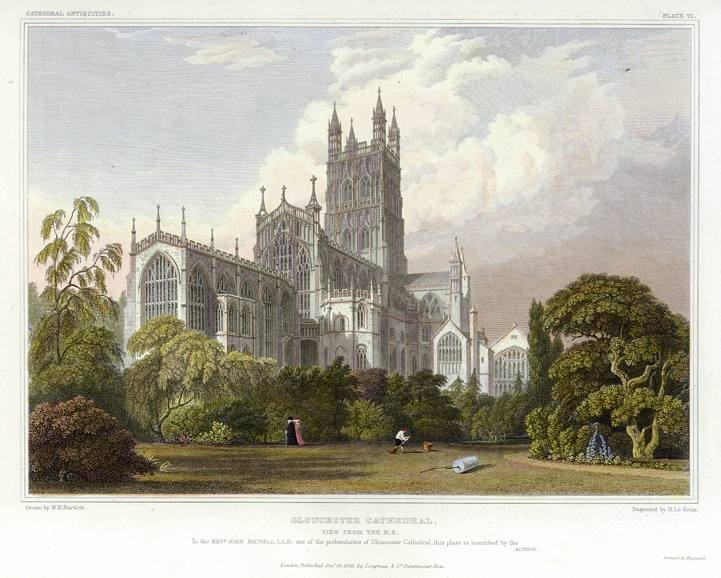
Catedral de Gloucester l'any 1828

La catedral de Gloucester està situada a la ciutat britànica de Gloucester, al sud-oest d'Anglaterra. Construïda al llarg de molts segles, combina elements romànics, d'arquitectura gòtica i d'estil Tudor.
En aquest lloc s'ha rendit culte durant més de 1300 anys. Aquí hi havia un petit monestir anglosaxó, fundat per Osric, Príncep de Mercia l'any 679. La primitiva comunitat incloïa monjos i monges i va estar sota el comandament de Kyneburga (germana del Príncep Osric). Al començament del segle xi, els monjos de l'orde benedictí van anar a viure i treballar a aquest monestir. L'any 1089, Guillem el Conqueridor va manar la construcció de l'edifici actual i se la va anomenar Abadia de Sant Pere. L'any 1541 Enric VIII va dissoldre l'abadia i va fundar la catedral per a la nova diòcesi anglicana de Gloucester.
A la façana oest d'aquesta església hi ha un vitrall de colors que mostra a un golfista. Aquesta vidriera policromada data de mitjan segle xiv. Es diu que és la representació més antiga del golf del món.
Com a dada curiosa, aquesta catedral ha estat usada en els rodatges de la pel·lícula d'Harry Potter com Hogwarts.

## Història

### Inici
Wardle registra que l'any 1058 Aldred, bisbe de Worcester en aquell moment, va reconstruir l'església de Sant Pere. Les fonamentacions de l'església actual van ser establerts per l'abat Serlo (1072-1104). Walter Frocester (m. 1412), l'historiador de l'abadia, es va convertir en el seu primer abat mitrat l'any 1381. Fins a 1541, Gloucester depenia de la seu de Worcester, però després es va constituir en seu separada, amb John Wakeman, últim abat de Tewkesbury, com el seu primer bisbe. La diòcesi cobreix la major part de Gloucestershire, amb petites parts d'Herefordshire i de Wiltshire. La catedral té una vidriera que representa les primeres imatges de golf. Aquestes daten de 1350, més de tres-cents anys abans de la primera imatge de golf d'Escòcia. També hi ha una imatge tallada de persones jugant a un joc de pilota, que alguns creuen que és una de les primeres imatges del futbol medieval.

### Construcció i arquitectura
| Fotografies de la catedral de Glocester |

La catedral, construïda com l'església de l'abadia, consta d'un nucli normand (Walter de Lacy està enterrat allà), amb addicions en tots els estils de l'arquitectura gòtica. Té 128,0 m de llarg i 43,9 m d'ample, amb una elegant torre central del segle xv que s'eleva fins a una altura de 68,6 m i que està rematada per quatre delicats pinacles, sent una fita urbana famosa. La nau és normanda massiva amb un sostre en estil anglès primerenc; la cripta, sota el cor, les naus laterals i les capelles, són normandes, com l'és la sala capitular. La cripta és una de les quatre criptes catedralícies absidals a Anglaterra, estant les altres en Worcester, Winchester i Canterbury.
El porxo sud és d'estil perpendicular, amb un sostre amb volta de ventall, com també el transsepte nord, estant el sud decorat amb gòtic de transició. El cor té traceria perpendicular sobre el treball normand, amb una capella absidal a cada costat: la volta del cor és particularment rica. L'última finestra decorada a l'est està parcialment plena de vidrieres medievals supervivents. Entre les capelles absidals hi ha una Lady chapel en creu, i al nord de la nau es troben els claustres, els sitals per a l'estudi i l'escriptura dels monjos al sud. Els claustres de Gloucester són les més antigues voltes de ventall supervivents, dissenyades entre 1351 i 1377 per Thomas de Canterbury.
El monument més notable és el santuari amb dosser d'Eduard II d'Anglaterra que va ser assassinat al proper castell de Berkeley. L'edifici i el santuari es van enriquir amb les visites de pelegrins a aquest santuari. En una capella lateral hi ha un monument en fusta de torbera de Robert Curthose, el fill major de Guillem el Conqueridor i un gran benefactor de l'abadia, que hi fou enterrat. Els monuments de William Warburton (bisbe de Gloucester) i d'Edward Jenner (metge) també són dignes d'esment. L'abadia va ser el lloc de la coronació d'Enric III, l'únic monarca des de la conquesta normanda que no va ser coronat a l'abadia de Westminster. Això es commemora en una vidriera en la nau lateral sud.
Entre 1873 i 1890, i també l'any 1897, la catedral va ser àmpliament restaurada en el marc de les restauracions victorianes per George Gilbert Scott.

#### Construcció recent
El setembre de 2016, la catedral de Gloucester es va unir a la campanya de l'Església d'Anglaterra, ‘Shrinking the Footprint’ (Reducció de la petjada). L'objectiu d'aquesta campanya és reduir les emissions de carboni de l'Església d'Anglaterra en conjunt, en un 80 %. Per ajudar a aconseguir aquest objectiu, la catedral de Gloucester va encarregar a la companyia solar local Mypower que instal·lés una matriu en la nau de la catedral de Gloucester. Suposadament, el sistema fotovoltaic reduirà els costos d'energia de la catedral en un 25 %. La instal·lació es va completar el novembre de 2016. La catedral, amb més de mil anys d'antiguitat, és ara l'edifici més antic del món que s'ha sotmès a una instal·lació solar.

#### Misericòrdies
La catedral té quaranta-sis misericòrdies del segle xiv i dotze reemplaçades del segle xix per Gilbert Scott. Tots dos tipus tenen una àmplia gamma de temes: mitologia, esdeveniments quotidians, simbolisme religiós i folklore.

## Enterraments i monuments
La catedral de Gloucester té una gran col·lecció de monuments funeraris des de l'edat mitjana fins a l'actualitat. Algunes de les persones notables enterrades en la catedral de Gloucester són:
- Osric, rei dels Hwicce
- Robert Curthose, fill major de Guillem el Conqueridor;
- Eduard II d'Anglaterra, setè rei Plantagenet d'Anglaterra (1307–1327)
- John Wakeman, últim abat de Tewkesbury i primer bisbe de Gloucester (1541–1550)
- James Brooks bisbe de Gloucester (1554–1558)
- Richard Cheyney, bisbe de Gloucester (1562–1579)
- John Bullingham, bisbe de Gloucester (1581–1598)
- Membres de la família Hyett dels segles xvii i xviii, les restes dels quals van ser descobertes accidentalment el novembre de 2015.[8]
- William Nicholson bisbe de Gloucester (1660–1672)
- Martin Benson, bisbe de Gloucester (1734–1752)
- Richard Pate, terratinent i membre del Parlament per Gloucester
- Thomas Machen, mercer que va ser major de Gloucester tres vegades i una vegada Membre del Parlament per la ciutat;
- Dorothea Beale, directora del Cheltenham Ladies' College, reformadora educativa i sufragista;
- Ralph Bigland (1712–1784), Garter Principal King of Arms
- Miles Nightingall (1768–1829), general de l'exèrcit;
- Albert Mansbridge (1876–1952), pioner de l'educació d'adults a Gran Bretanya;
- John Yates (1925–2008), bisbe de Gloucester 1975-1992

## Galeria

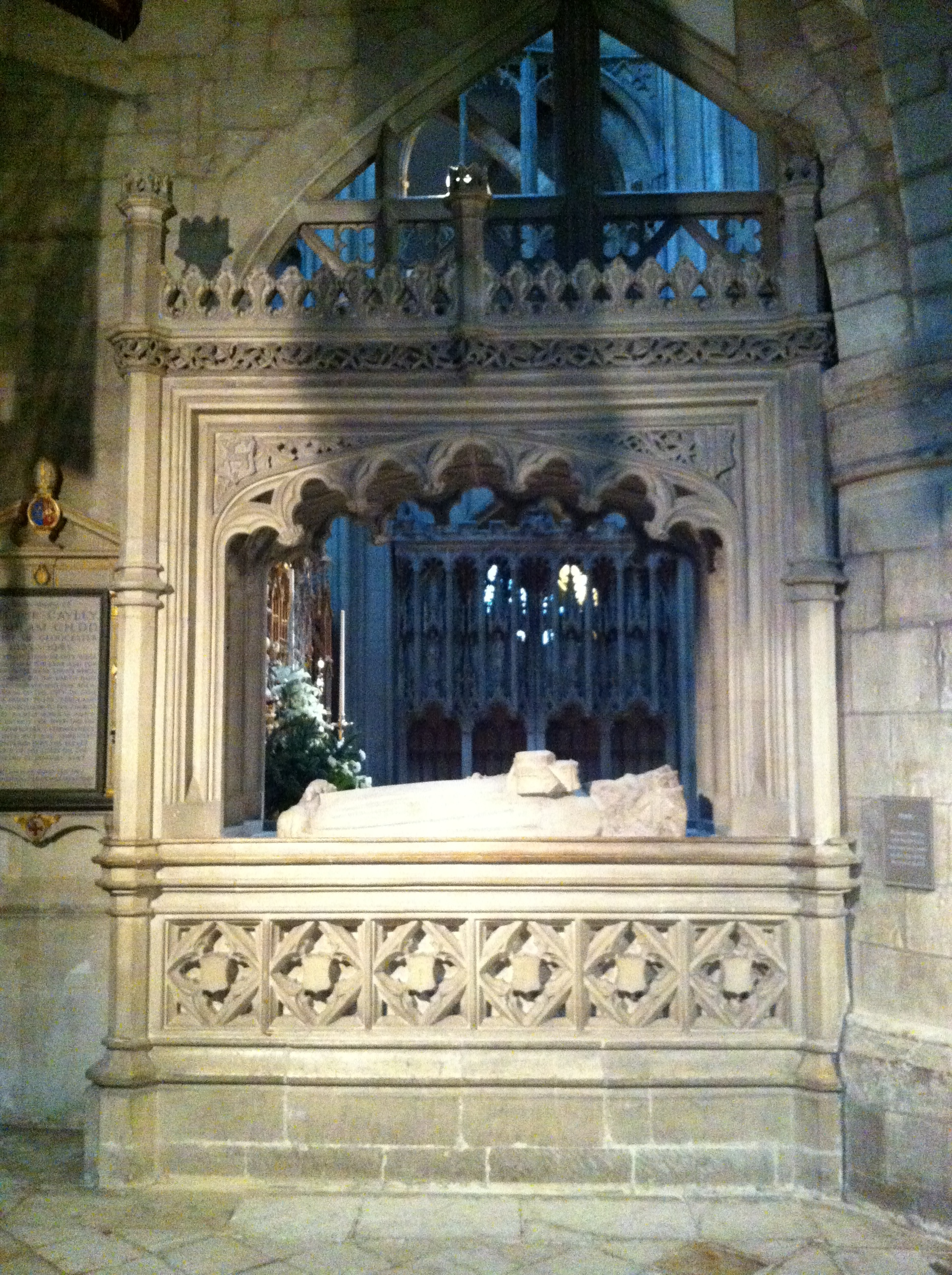
Tomba d'Osric, rei dels Hwicce
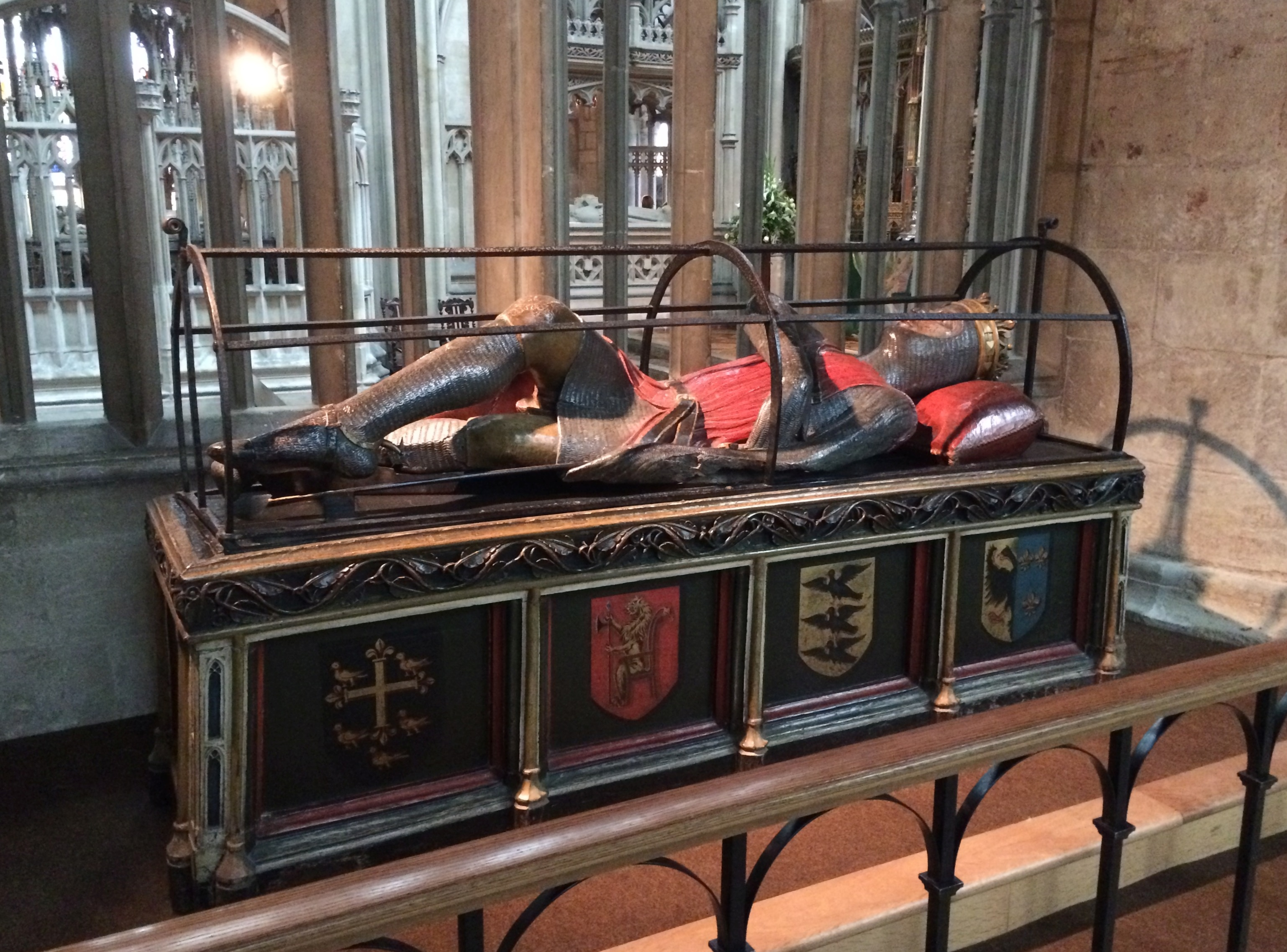
Tomba de Robert Curthose
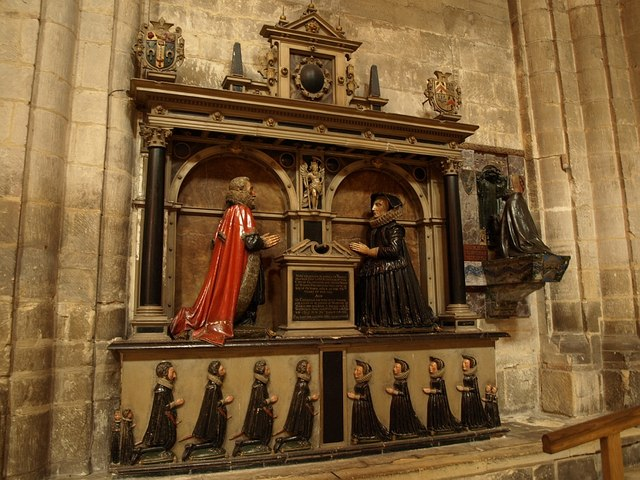
Tomba de Thomas Machen
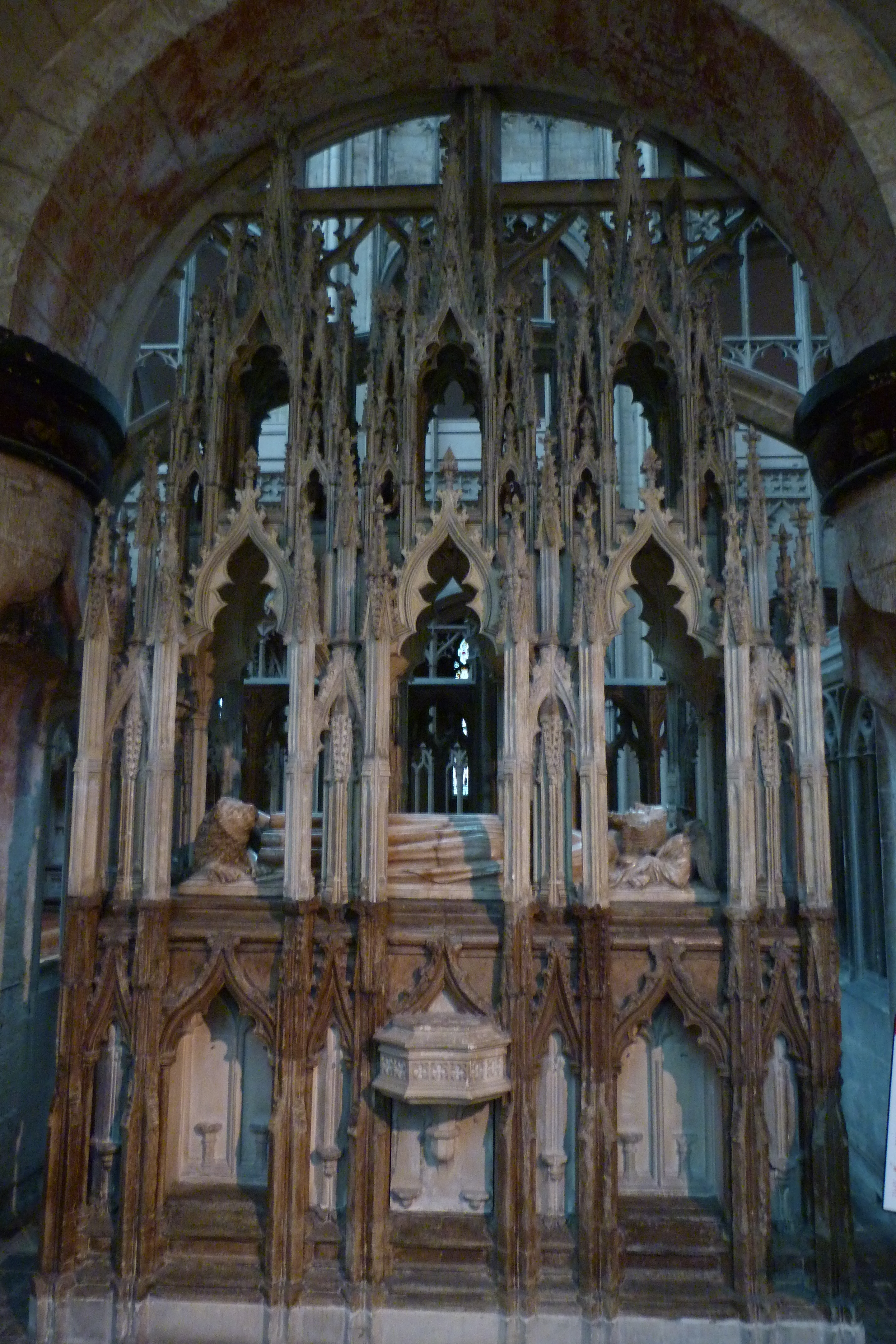
Tomba d'Eduard II d'Anglaterra
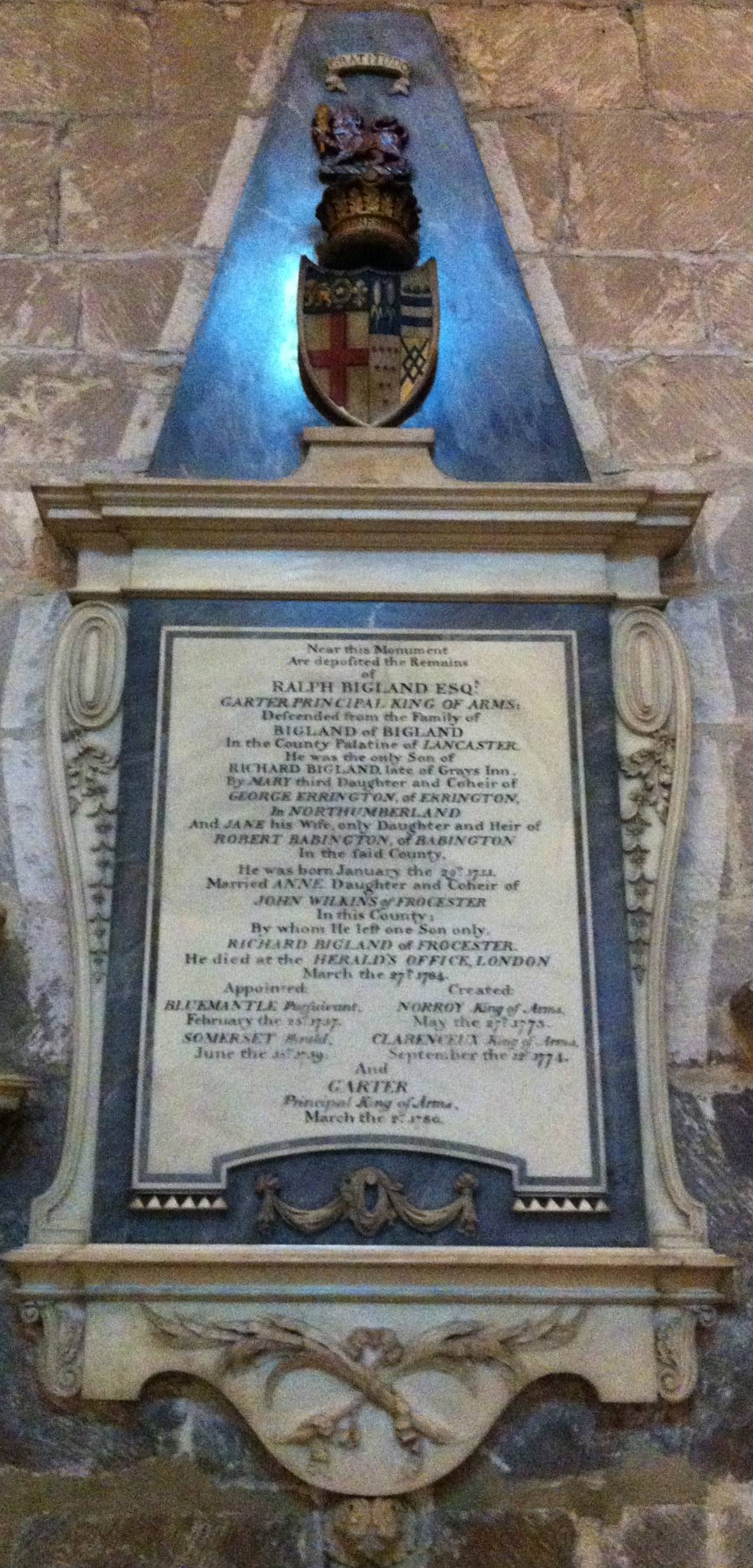
Memorial a Ralph Bigland
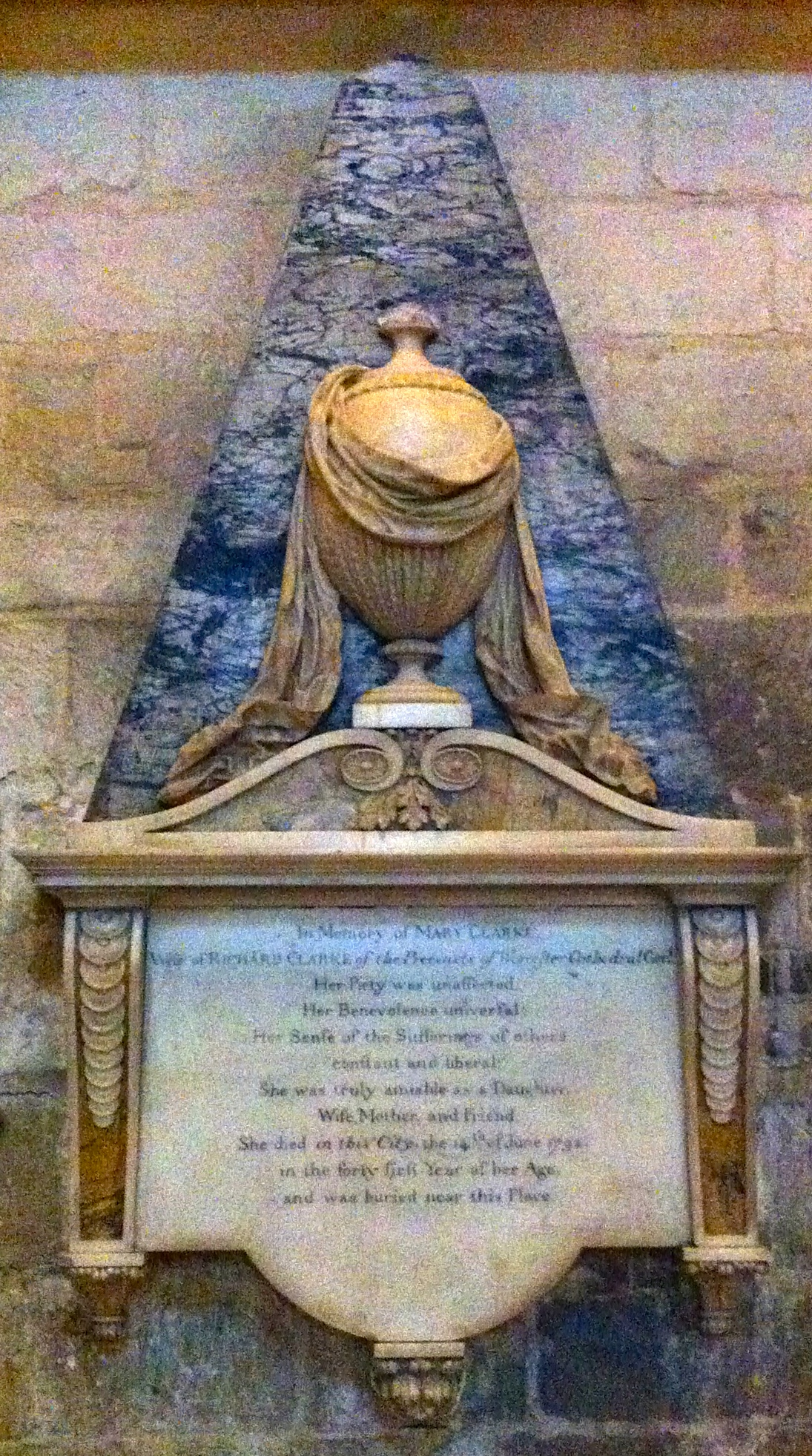
Memorial a Mary Clarke
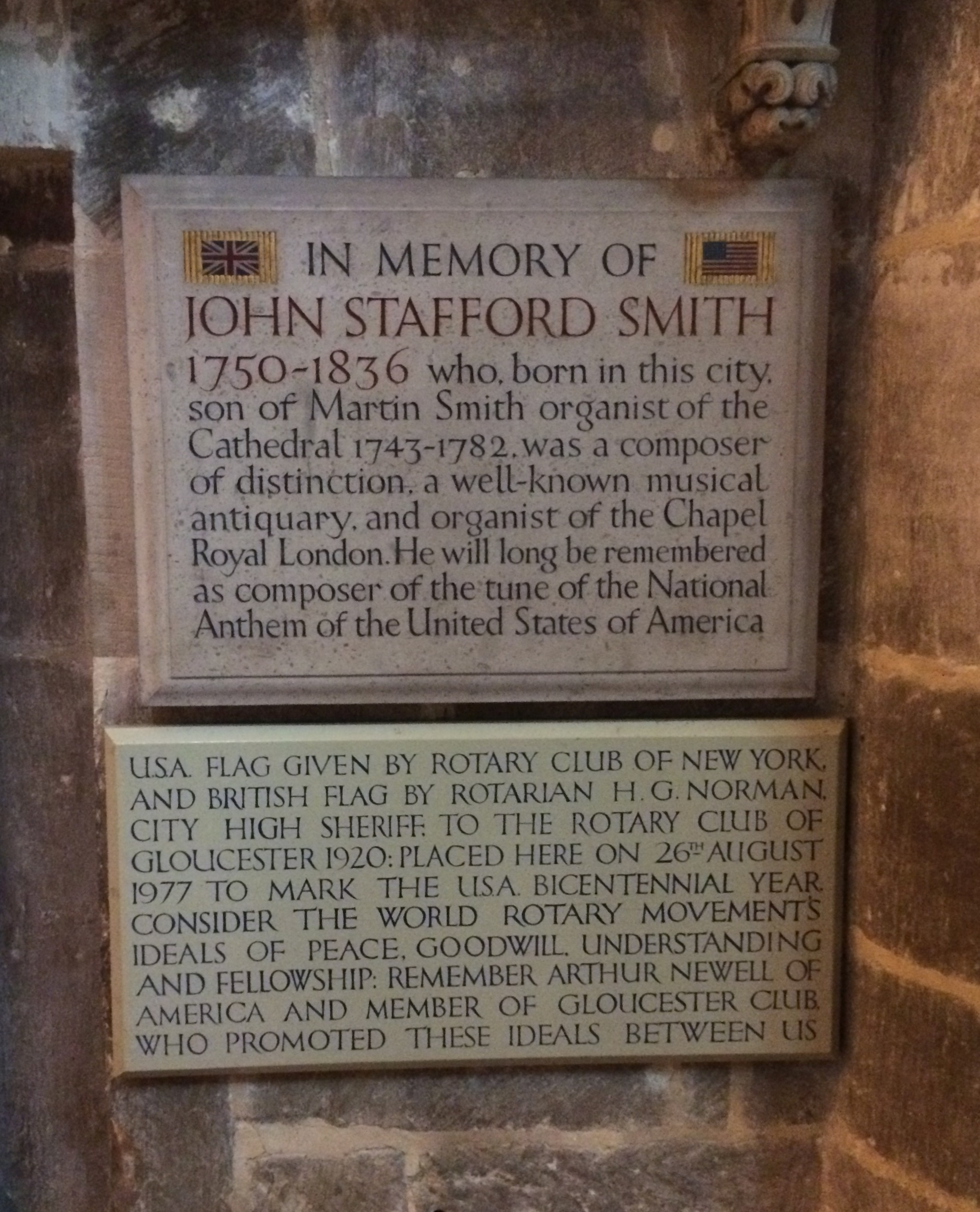
Memorial a John Stafford Smith
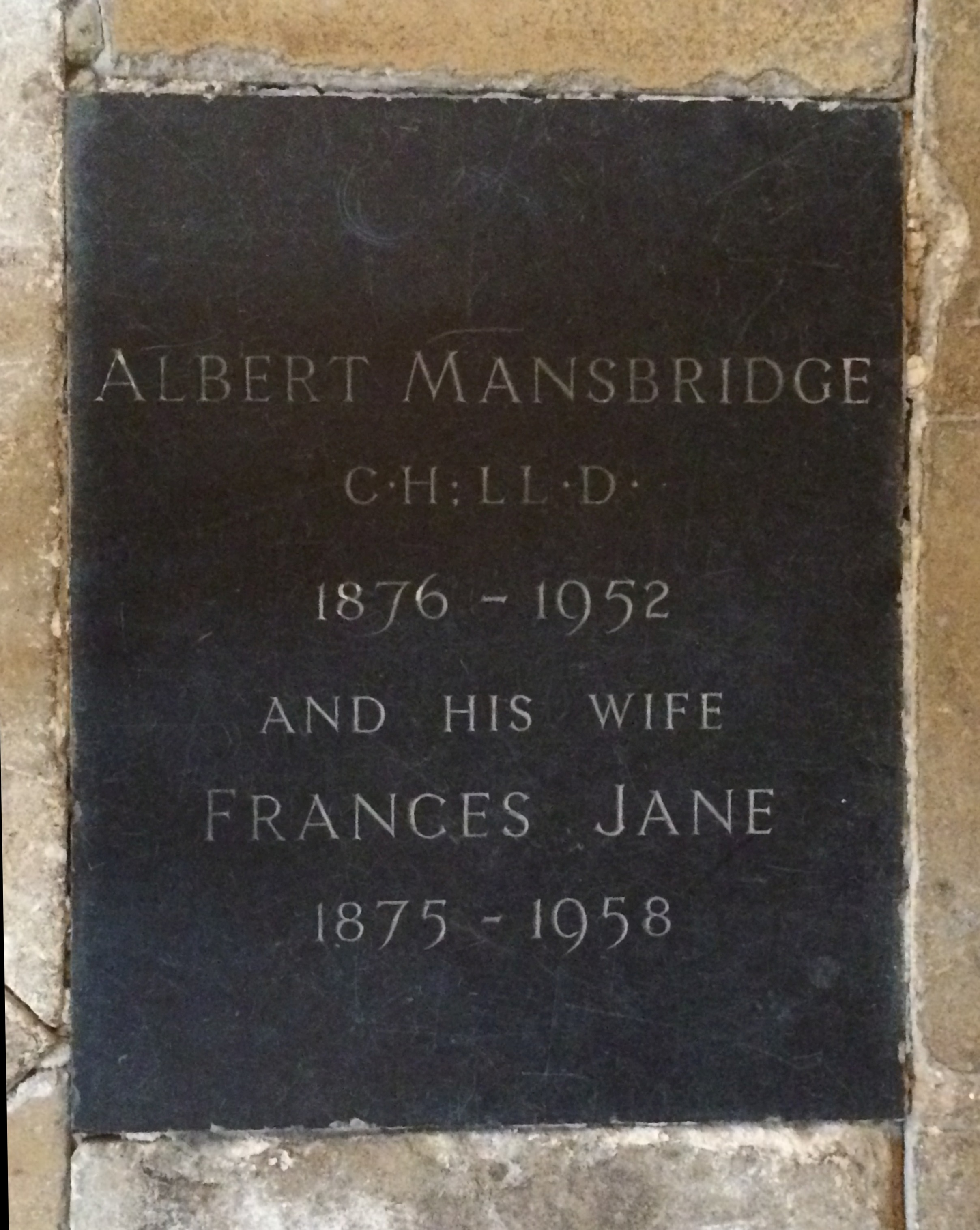
Làpida d'Albert Mansbridge
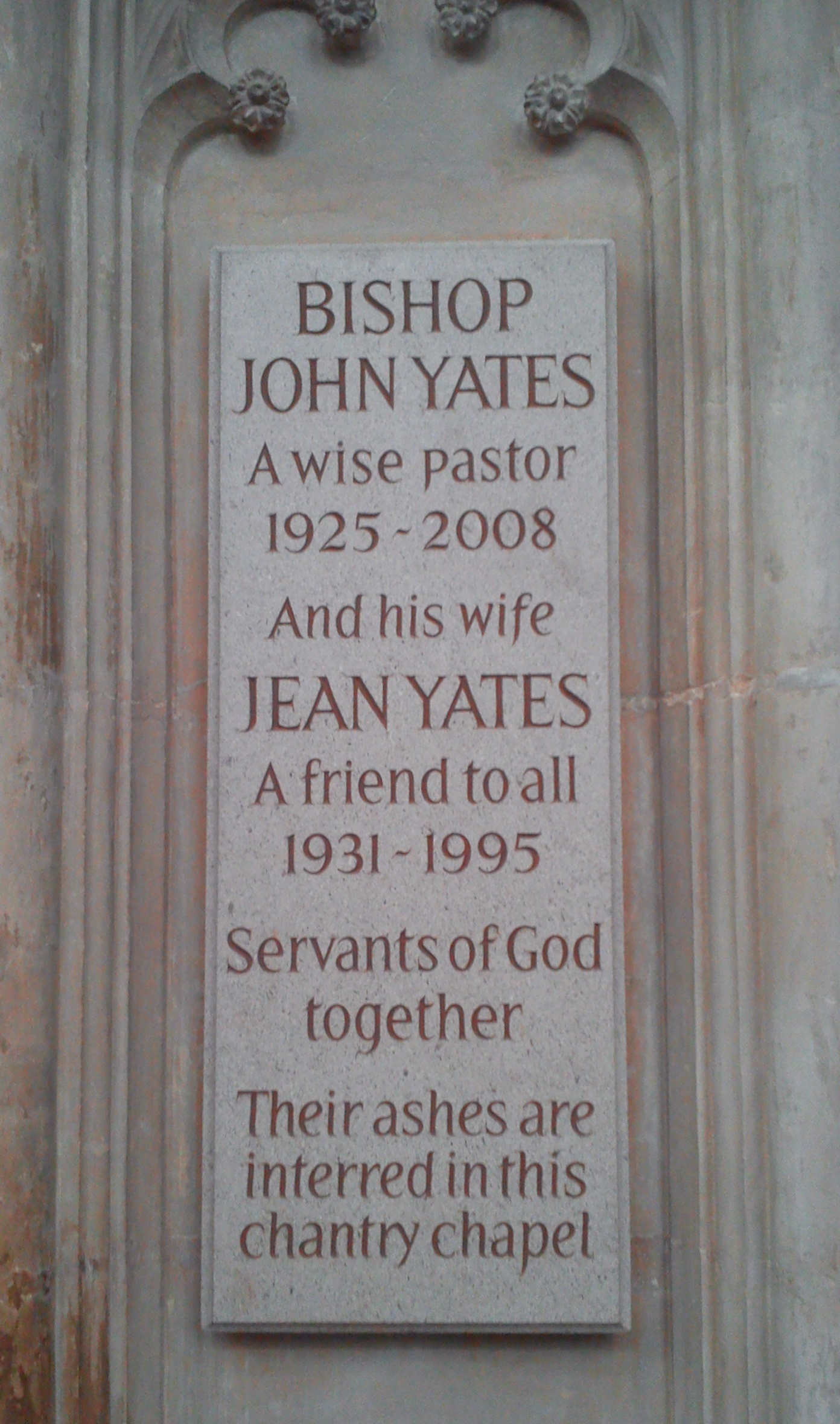
Memorial a John Yates